# Compsobata pallipes
Compsobata pallipes är en tvåvingeart som först beskrevs av Thomas Say 1823.  Compsobata pallipes ingår i släktet Compsobata och familjen skridflugor. Inga underarter finns listade i Catalogue of Life.